# Besançon-les-Bains
Vous lisez un « bon article » labellisé en 2010.
Pour les articles homonymes, voir Besançon (homonymie).

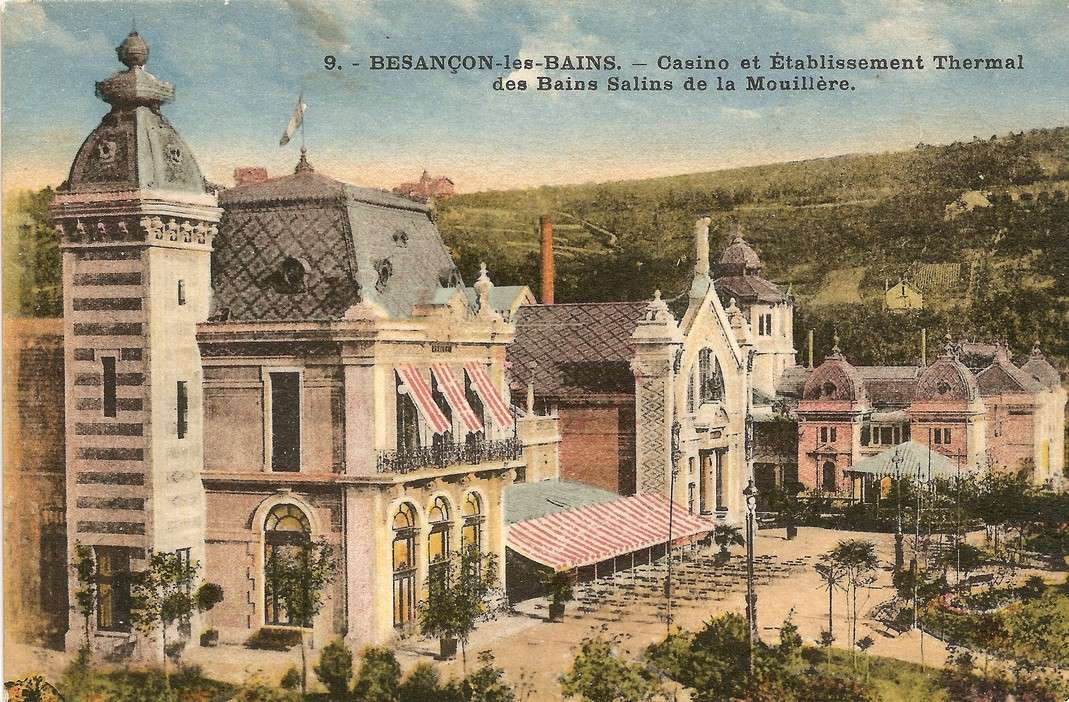
Carte postale de Besançon-les-Bains, non datée.

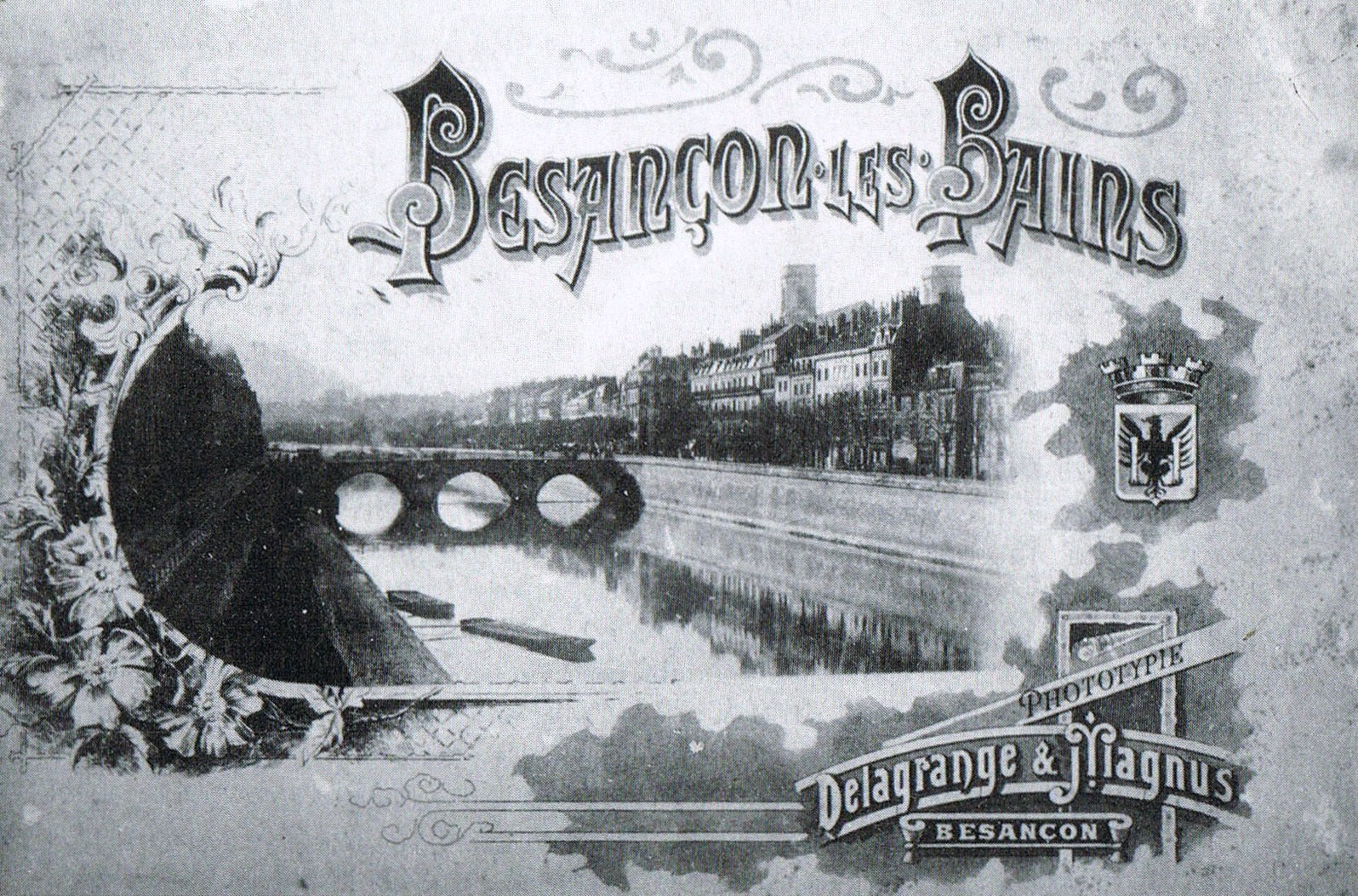
Carte postale de Besançon-les-Bains, non datée. Ici vue sur le Doubs et les quartiers de La Boucle et de Battant.

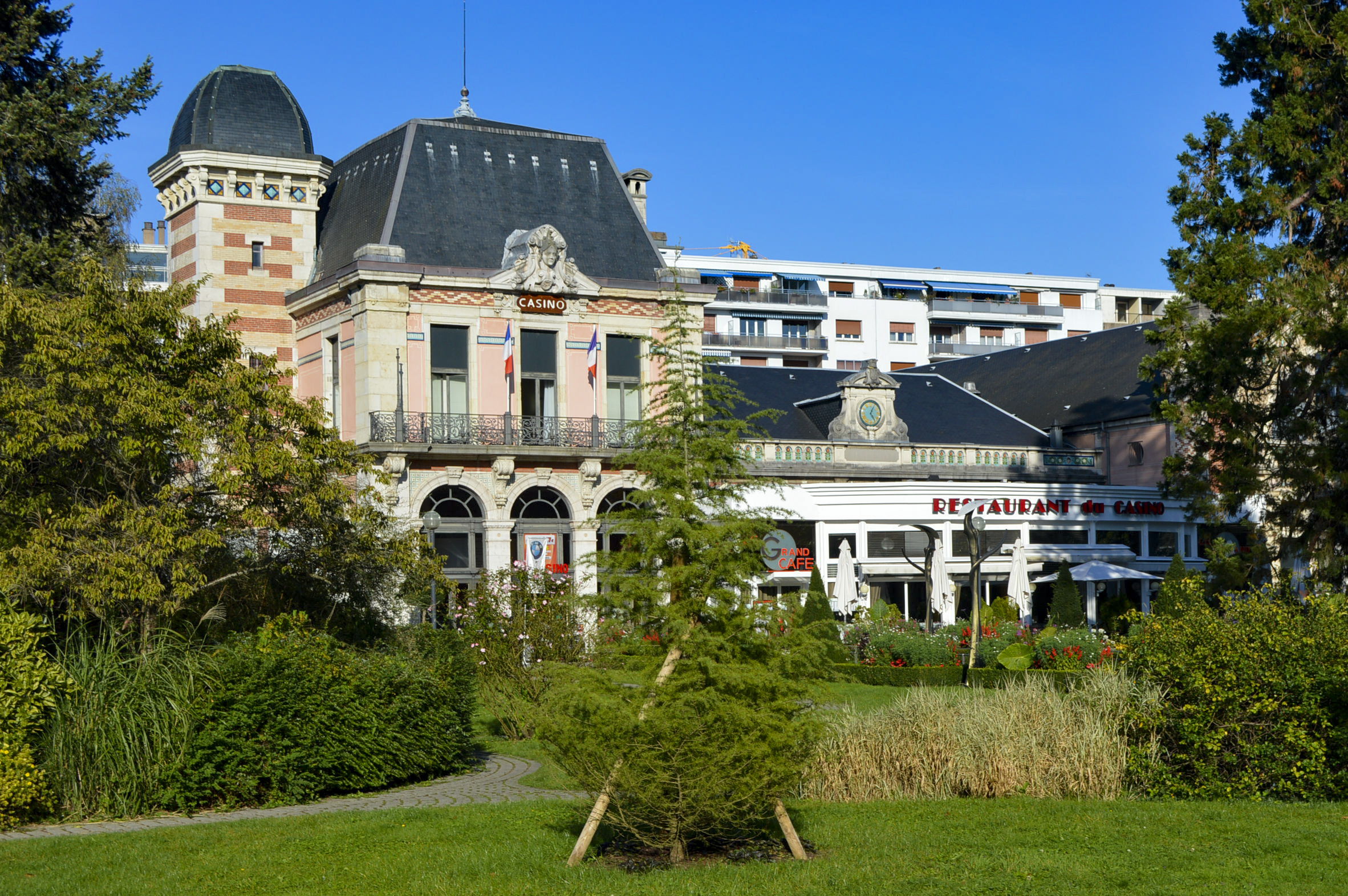
Le casino de Besançon, de nos jours.

Besançon-les-Bains est un ancien établissement thermal de Besançon au XIXe siècle.
L'expression « Besançon-les-Bains » est également utilisée par extension pour désigner une période durant laquelle Besançon était économiquement tournée vers les activités touristiques et les cures thermales, alors en vogue au XIXe siècle. En 1891, la Compagnie des Bains salins de la Mouillère est créée, et le tourisme se développe alors autour du produit d'appel de Besançon-les-Bains qui engendre la construction d'un établissement thermal, de l'Hôtel des Bains, d'un casino, de la salle de spectacles du Kursaal et l'ouverture d'un syndicat d'initiative (office de tourisme) en mai 1896.

## De Miserey à Besançon
La région Franche-Comté est une terre qui, de par son histoire hydrographique et géologique notamment, est propice à la découverte d'éléments favorables au développement de la cure thermale, en particulier des bancs de sel. En effet une forte étendue d'eau recouvrait il y a 200 millions d'années une zone couvrant un territoire allant de la Suisse à la Bourgogne et de la vallée de la Saône jusqu'à la vallée du Rhône, espace désigné comme faisant partie de la route du Sel. Avec le réchauffement climatique cette mer s'évapora en laissant une épaisse couche de sel gemme, dont cette dernière après avoir été pénétrée par des cours souterrains grâce aux plissements géologiques, produit des eaux résurgentes enrichies en oligoéléments et donc bienfaisantes pour l'organisme. Après avoir été exploitée à l'Antiquité mais oubliées, elles suscitent de nouveau l'intérêt en Europe à la Belle Époque, lorsque la mode était de « prendre les eaux » c'est-à-dire s'adonner aux bienfaits thermaux.

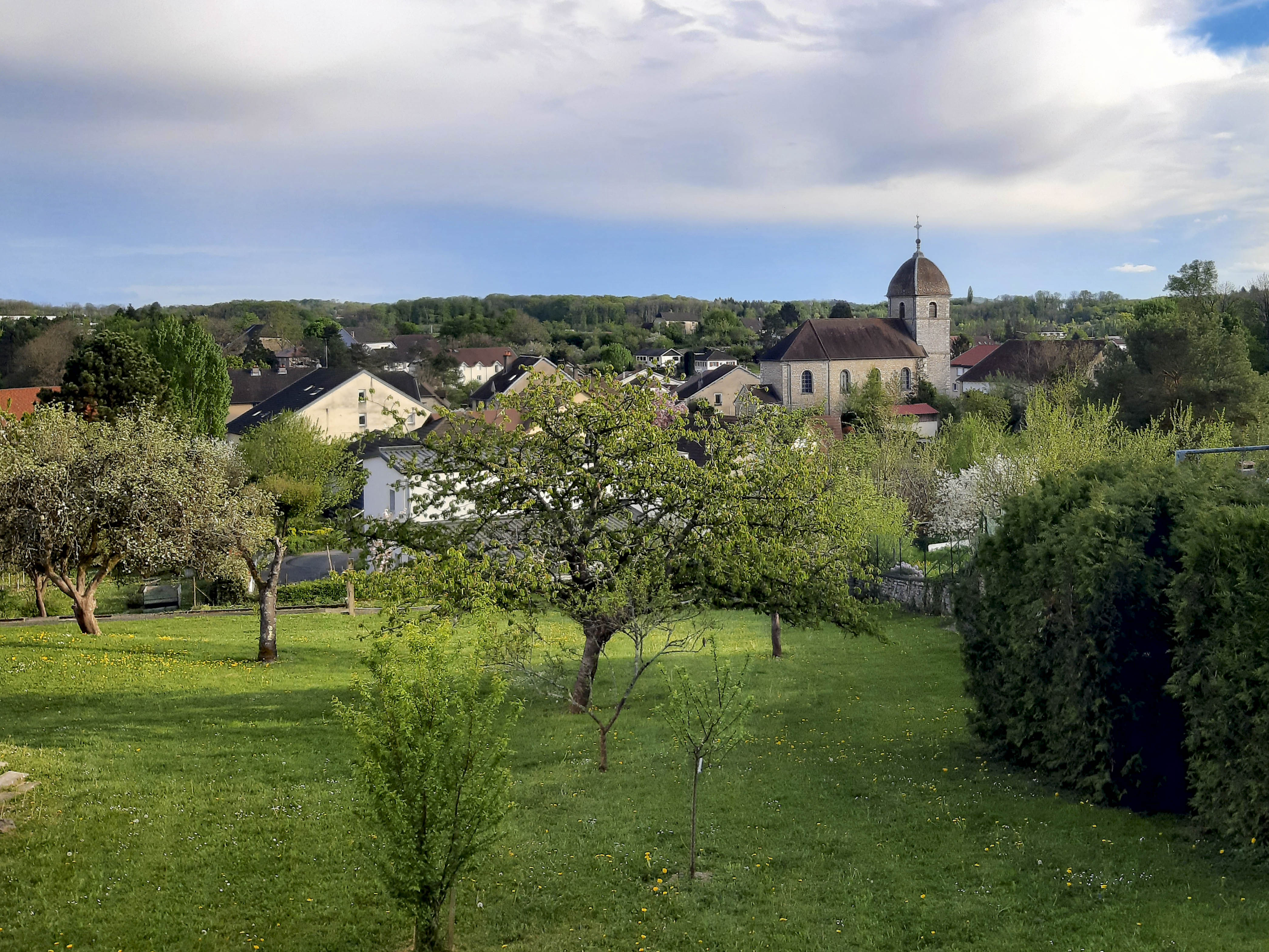
Le village de Miserey-Salines près de Besançon, où des bancs de sels furent découverts en 1866 permettant l'approvisionnement des Bains de la capitale comtoise.

Durant l'été 1866, l'ingénieur des mines Boyer et son successeur Résal se promènent dans le village de Miserey près de Besançon, et ils aperçoivent près d'une source des plantes d'un aspect inhabituel, sans rapport avec la flore locale : elles ressemblaient à des algues marines,,,. Les deux hommes décident alors de procéder à des analyses ainsi qu'à un forage pour déterminer si cette eau pouvait avoir des propriétés salines et ainsi peut-être ouvrir une activité thermale, ce qui était très en vogue à l'époque,. Mais après des résultats infructueux en plus de la méfiance du propriétaire du terrain où était située la source qui ne voulait pas vendre son bien, Boyer et Résal doivent chercher d'autres lieux dans le village pouvant répondre à leurs critères. C'est ainsi qu'en 1868, soit deux ans après les premières recherches, les deux hommes trouvent à 250 mètres de la source un terrain contenant un banc de sel épais de 55 mètres dont le propriétaire est plus indulgent.
Le secteur de Miserey se révèle alors être un gisement exceptionnel, comprenant une vaste nappe de sel donnant naissance à des eaux salines chlorurées sodiques fortes et iodo-bromurées parmi les meilleures d'Europe : elles sont 27 fois plus actives que les eaux de mer et contiennent 291 grammes de chlorure de sodium par litre d'eau ainsi qu'environ 323 grammes d'éléments salés par litre d'eau dont 2,25 grammes de bromure et de potassium, rivalisant ainsi avec les eaux d'Allemagne, d'Autriche ou de Suisse connues pour être les meilleures du vieux continent. La ville de Besançon, qui n'est alors qu'à six kilomètres de ce petit village, offre le calme d'une agglomération de taille moyenne, tout en ayant un climat, une architecture et une qualité de vie exceptionnelles,,. À tout cela s'ajoute une médicalisation au-dessus de la moyenne, avec un praticien pour 744 habitants, de nombreux pharmaciens, dentistes... Le lieu et l'époque paraissent alors plus que favorables pour doter la capitale comtoise d'une station thermale. Un nouveau personnage fait son apparition : Achille Vialatte, un Parisien qui déclare avoir été directeur de station thermale, qui entretient de bonnes relations avec la municipalité de Besançon et  qui désire faire fortune,,. C'est une bonne occasion pour lui, ainsi que pour Boyer et Résal, de s'entendre sur la réalisation d'une compagnie de cure thermale à Besançon.

## Du projet à la conception

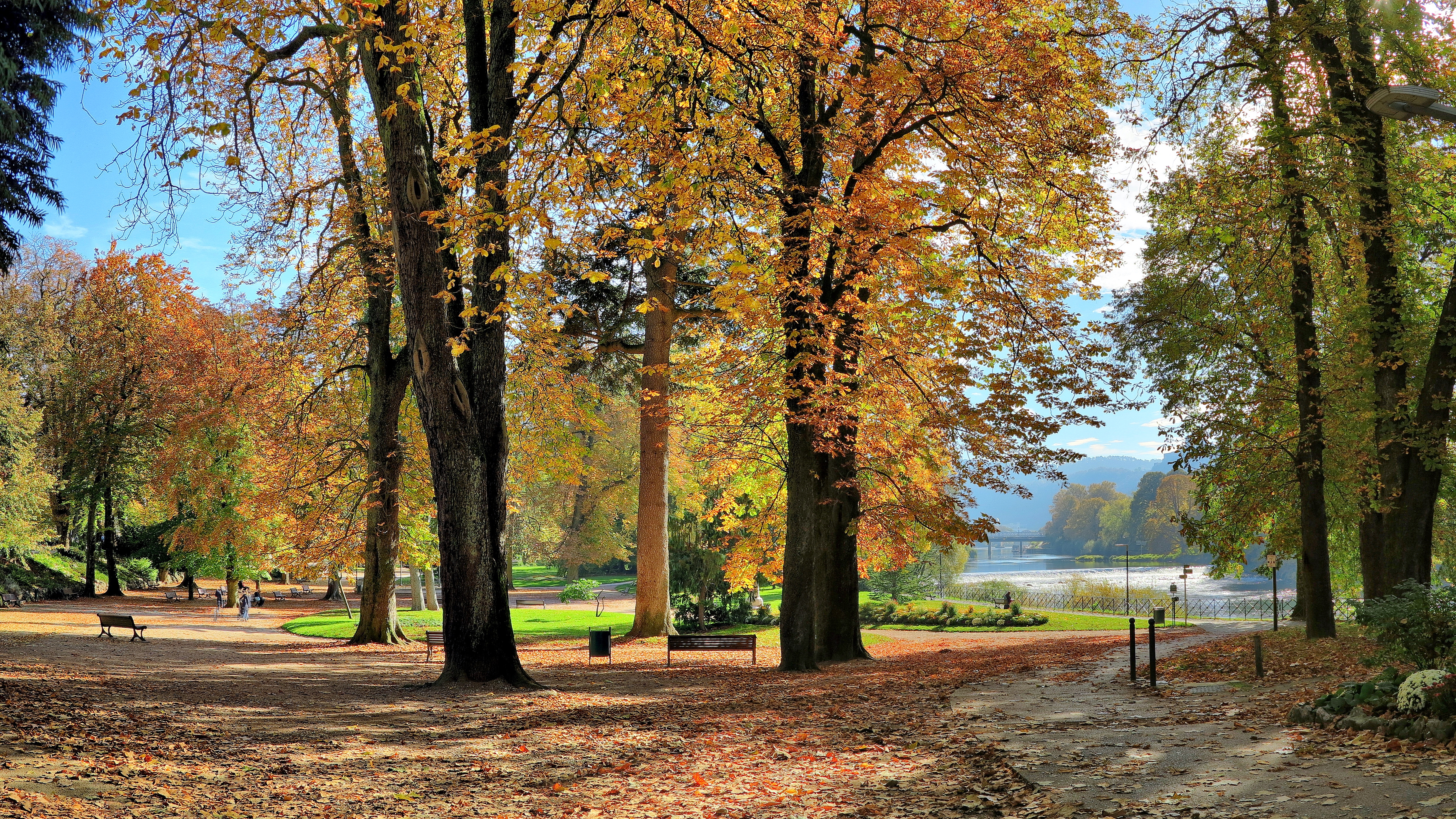
Le cadre de la ville et notamment les espaces verts ont joué un rôle majeur quant au futur emplacement des Bains. Ici le parc Micaud, l'un des plus beaux de la ville.

Les trois hommes décident donc de trouver un terrain où construire de nouveaux bâtiments pour accueillir le futur établissement thermal de Besançon-les-Bains. Les terrains proches de la Tour de la Pelote ne peuvent être constructibles car ils appartiennent à l'armée et ils refusent de l'annexer. Le centre historique est très vite écarté car trop exigu. Le secteur de Montrapon-Fontaine-Écu n'est pas retenu car trop excentré, Chamars est trop près des abattoirs et d'une fabrique de dynamite... c'est alors que le site de la Mouillère retient toutes les attentions. Le 24 août 1890, Vialatte parlera de ce site avec enthousiasme : « Au-delà de la route, les vertes pelouses et les grands arbres de Micaud, les méandres du Doubs et les hauteurs de la citadelle romaine, avec ses rochers, et les hauteurs de Bregille avec sa source pure et bienfaisante, ses vignes, ses coquettes villas, ses cressonnières ; à droite, les taches verdoyantes des Chaprais parsemés de toits rouges, et les massifs ombreux des glacis, véritable parc anglais. »
Un groupe d'hommes imagine alors la création d'un établissement thermal, d'un casino et d'un hôtel entouré de jardins, le tout sur deux hectares. Mais dès novembre 1890, on revoit le projet à la baisse et le 10 décembre de la même année, Achille Vialatte doit faire face à certaines attaques : « la difficulté d'acquisition des parcelles nécessaires au projet l'oblige à se montrer plus raisonnable dans la conception de la future station ». En même temps, les devis explosent, passant d'un million de francs en août 1890 à près de deux millions en septembre de la même année, le coût des matériaux et de construction des bâtiments variant jusqu'à 300 % d'une estimation à l'autre. Le coût total de la réalisation du complexe thermal est fixé en février 1892 à 1 623 354 francs-or. Vialatte tente tout pour limiter les coûts, c'est ainsi qu'il obtient de la part de la commune de Miserey le don des premières eaux mères pour commencer ses activités thermales ainsi que 150 000 francs de subvention de la ville de Besançon et la gratuité des eaux douces pour dix ans.

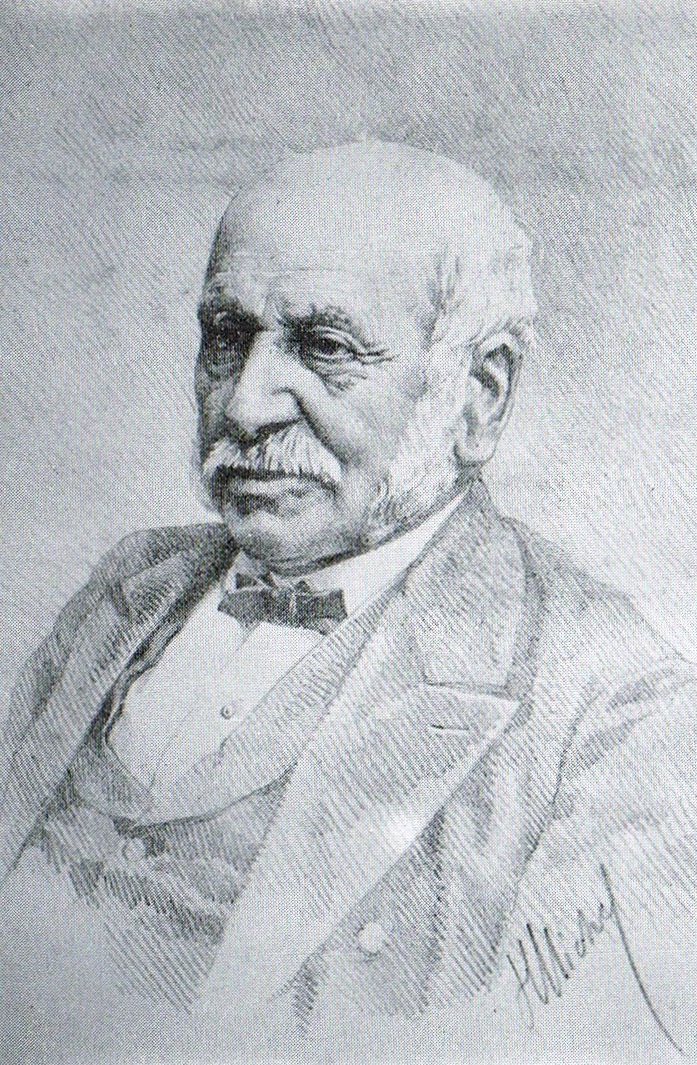
L'architecte Alfred Ducat, un des concepteurs des plans du grand hôtel des bains.

En contrepartie, Achille Vialatte accepte que la réalisation des bâtiments soit confiée à des architectes locaux, qu'au moins six cabines soient réservées aux indigents, que l'établissement comprenne un cabinet médical et que dix pour cent des bénéfices réalisés soient reversés au bureau de bienfaisance de la ville. En novembre 1890, 1 800 actions sont proposées à la vente et le 23 décembre de la même année, les souscriptions sont clôturées avec la vente de 1 130 actions. La plupart des administrateurs du casino et des bains tel que Vialatte, Forie, Pateu, Sandoz, Delavelle ou encore Savoye savent dès le début que s'ils veulent que leur complexe thermal fonctionne bien, ils doivent en faire le nouveau lieu phare de la ville. On mise alors beaucoup sur la publicité, et on fait même appel à monsieur Dusso, ancien administrateur de la Villa des fleurs à Aix-les-Bains et actuel dirigeant du Cercle anglais de Paris, pour présider aux destinées de la nouvelle station thermale. Vialatte, qui acquiert 100 de ces actions, promet alors un gain annuel de 10 % et se réserve une part de 20 % des bénéfices annuels du casino.
On dénombre au total trois souscripteurs pour 20 actions, 10 pour 10 actions et 506 pour une seule action. On note que la grande majorité des souscripteurs sont des gens simples sans grande fortune, les bourgeois de la ville ayant pour une raison indéterminée boudé l'opération. En moins de trois mois, l'adjudication des travaux est réalisée, mais sans aucune préparation réelle des dossiers. C'est à la maison Pateu des Chaprais à qui revient l'adjudication du casino le 7 mai 1891, celle des bains le 26 mai de la même année et enfin celle de l'hôtel au début de l'automne 1892. Achille Vialatte tiendra ses engagements, les architectes étant tous originaires de la ville : Maurice Boutterin et Louis Rouzet pour le plan des bains, Maurice Forien pour celui du casino ainsi que Alfred Ducat et de nouveau Boutterin pour les plans du grand hôtel. Les peintres Antonin Fanart, Émile Isenbart, Édouard Baille, Raoul Maurice Trémolières, Léon Boudot, et les sculpteurs Jean-Antoine Injalbert et Just Becquet participeront eux aussi pour parfaire la grande œuvre,. Un pharmacien de renom, Arthur Nicklès, s'affaire pour créer le Guide du baigneur, et on prévoit de créer un syndicat d'initiative.

## Construction du complexe thermal

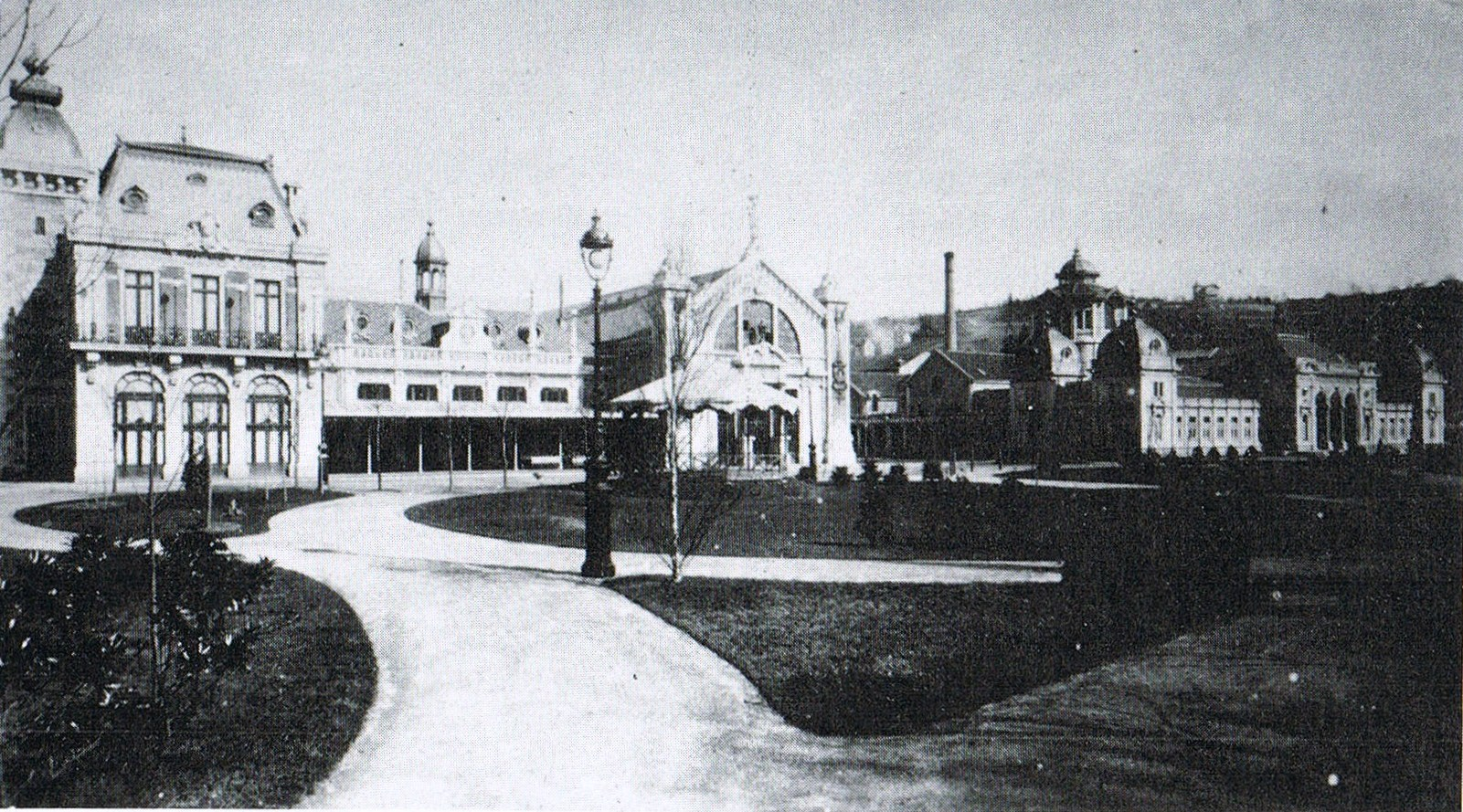
Le complexe thermal : de gauche à droite les salons de jeux, le restaurant, la salle des fêtes et le bâtiment des bains.

Les constructions des bâtiments commencent à partir de début août 1891 et s'achèvent en 1893. Le 16 février 1892, les plans d'ensemble du futur établissement thermal sont exposés dans la vitrine dite des Beaux-Arts, près du palais Granvelle et le 16 mai de la même année le journal local Les Gaudes publie un article sur la Compagnie afin de confirmer la réalité du projet et de dissiper les rumeurs les plus insensées qui circulaient. Cependant les bains, qui sont moins rentables que le casino, sont sacrifiés au profit de ce dernier car la Compagnie manque de liquidités et commence à être endettée, et mise alors tout sur les tables de jeux. Mais après l'inauguration du casino le 10 juillet 1892 l'enthousiasme suscité par les bains retombe dans la capitale comtoise, notamment de la part des commerçants de la ville qui n'apprécient guère que l'on imprime un peu partout le nom de la nouvelle station, et que trop de publicité est faite autour d'elle.
Après la pose de la première pierre du grand hôtel, un autre problème survient : les matériaux, qui sont tous importés, sont jugés de mauvaise qualité par les ouvriers italiens, ce qui provoque leur colère. Ces mêmes ouvriers sont plus tard au cœur d'un débat féroce lorsque 1 500 manifestants se pressent devant la mairie le 22 septembre 1891 pour réclamer que les Italiens soient remplacés par des Français. Large retentissement populaire et médiatique, notamment lorsque la presse locale titre « Trop d'étrangers » ou « Trop d'ennemis qu'on fait vivre au détriment de nos compatriotes », ce qui provoque le renvoi de ces ouvriers quelques mois plus tard. Ils sont remplacés par de la main d'œuvre locale. Cet épisode est soigneusement caché par les historiens : le livre très complet de Gaston Coindre, intitulé Mon vieux Besançon, écrit de 1900 à 1912, racontant dans les moindres détails la vie de la capitale comtoise et de ses habitants, ne consacre pas une seule ligne à la nouvelle station thermale. Sans doute l'auteur, devant toute cette agitation autour des bains, a jugé un peu vulgaire et néfaste le nouveau Besançon.
Les jardins de l'établissement thermal sont agrémentés de vastes pelouses dont une partie est dessinée à la française formant le jardin privé dit du cercle, le tout sur 20 000 mètres carrés. Entre le casino et les bains sont établis des jeux de croquet, de tennis ainsi qu'un kiosque à musique. Un cirque ainsi qu'un panorama devaient être construits, mais ils ne furent jamais réalisés ; seul un théâtre de plein air démontable de style Art nouveau fut construit en 1901 afin de donner des représentations gratuites.

### Le casino et la salle des fêtes

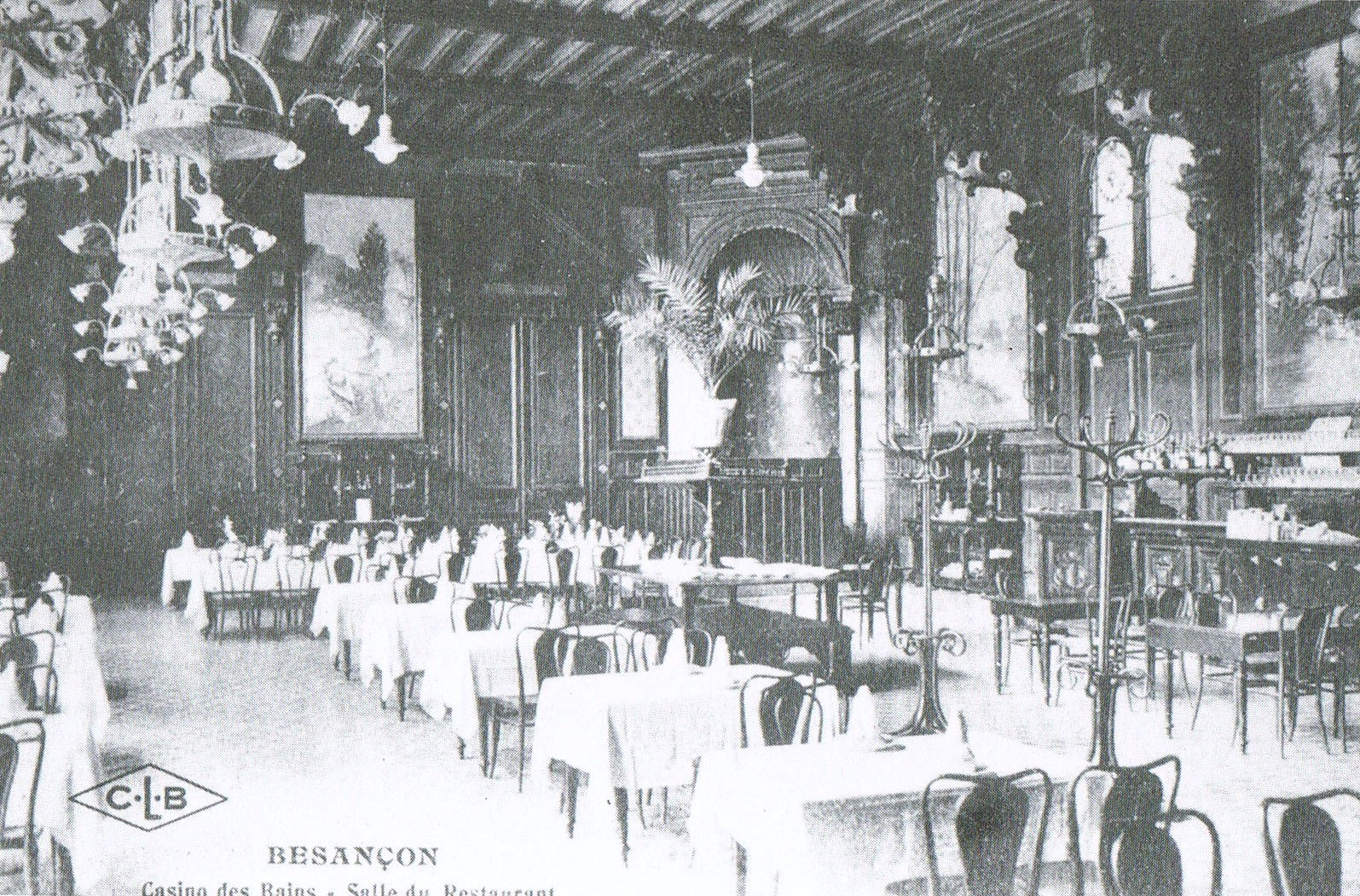
Le restaurant du casino.

La première pierre du casino est posée le 3 août 1891 suivie d'une cérémonie en grande pompe avec le discours de quelques personnalités dont Achille Vialatte, comme pour le grand hôtel. Le casino de Besançon-les-Bains est inauguré le 10 juillet 1892 lors d'une grande soirée avec concert, ballet et feu d’artifice sur le Doubs,. Ce bâtiment se dresse dans les jardins, avec ses façades asymétriques en pierre de taille, richement décorées de céramiques de couleurs vives, d'ornements en bronze et de sculptures. Sur la gauche du casino sont situés les salons de jeux et le cercle, au centre le restaurant et à droite la salle des fêtes, le tout relié par le devant grâce à une imposante marquise. Dans le pavillon du cercle on trouve les petits jeux dont la plupart sont de style grec genre Campana, un salon de lecture, un grand salon décoré par le sculpteur Injalbert et le peintre Allard, un petit salon de style Louis XVI tendu de soieries ainsi qu'un salon de style japonais.

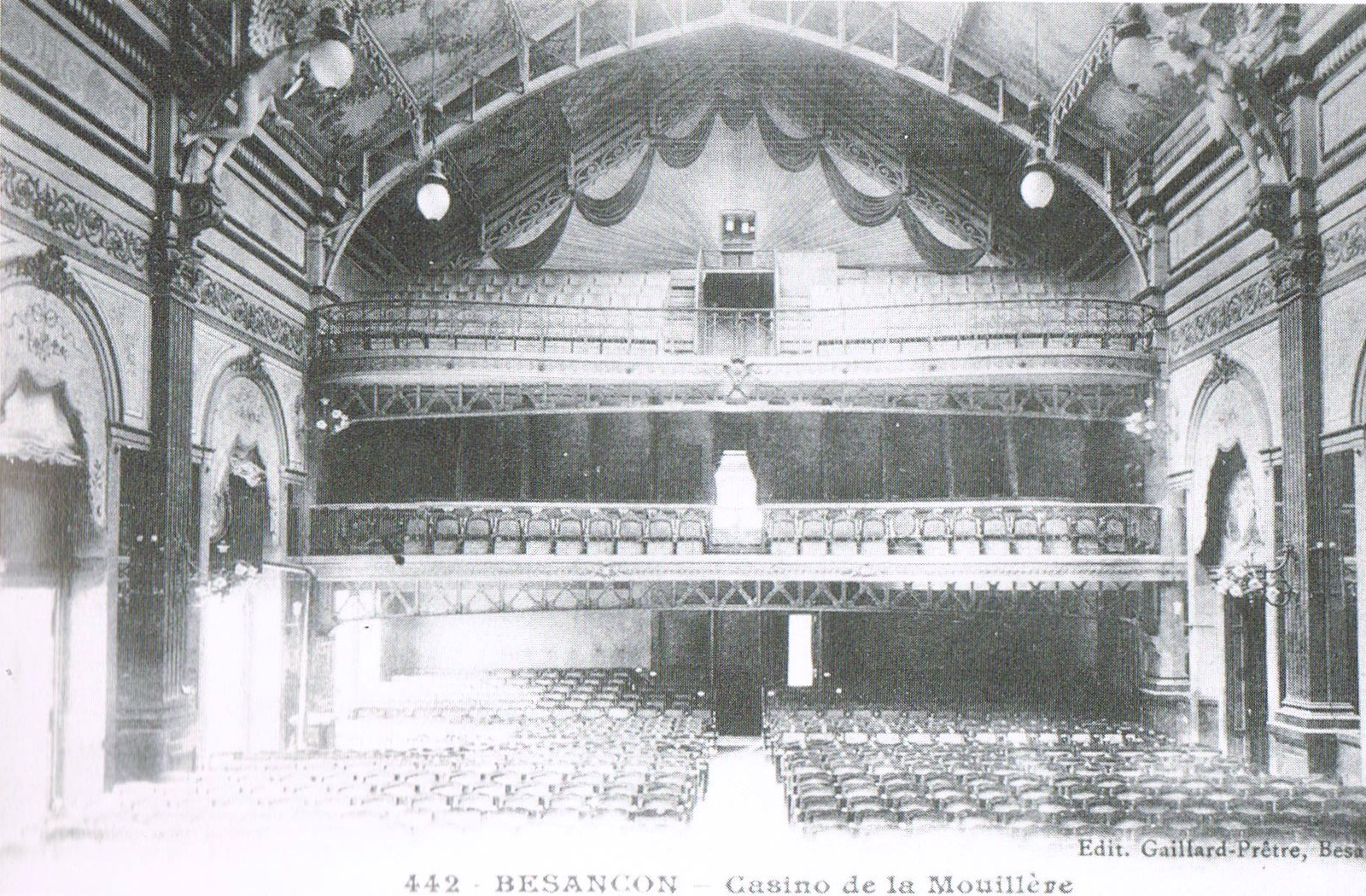
La salle des fêtes du casino.

Au centre du casino est disposée la grande salle de restaurant. Elle mesure 25 mètres de longueur sur 14 mètres de largeur,. Des dizaines de tables s'alignent sous un plafond de style Renaissance orné de caissons et de poutres que soutiennent des statues représentant des chimères, à la gueule desquelles sont accrochés d'imposants lustres en cuivre nickelé d'environ sept mètres de haut . Sur les murs apparaissent les plus beaux paysages de Franche-Comté, signés par les meilleurs peintres de la région : les rochers et le château de Thoraise, la citadelle vue de la promenade Micaud, les îles ombreuses du Doubs ou encore une scène de canotage à Mazagran, au pied de la colline de Chaudanne. Les cuisines et les salons particuliers sont équipés du confort le plus moderne et complètent ainsi l'installation d'un bâtiment où les plus grands chefs se succèdent.
Enfin, le casino comprend une salle de fêtes située sur la droite de l'édifice ; il s'agit d'un immense hall de pierre et de fer à l'architecture très étudiée et soigneusement finie à laquelle on accède par un grand vestibule comprenant deux escaliers de pierre. Cette salle est surmontée d'une statue de la danse réalisée par Just Becquet, et fut conçue spécifiquement pour des représentations théâtrales, opéras, concerts symphoniques ou des bals. Elle est aussi pourvue d'un vaste foyer, de trois niveaux de sièges ainsi que d'un superbe rideau de scène signé de la maison Desservy. La toiture a été aménagée de façon astucieuse permettant d'escamoter à volonté une partie du plafond et de l'ouvrir sur le ciel étoilé quand le temps s'y prête, ce système étant fragile il a été endommagé lors d'un orage survenu le 1er juillet 1895.

### L'établissement thermal

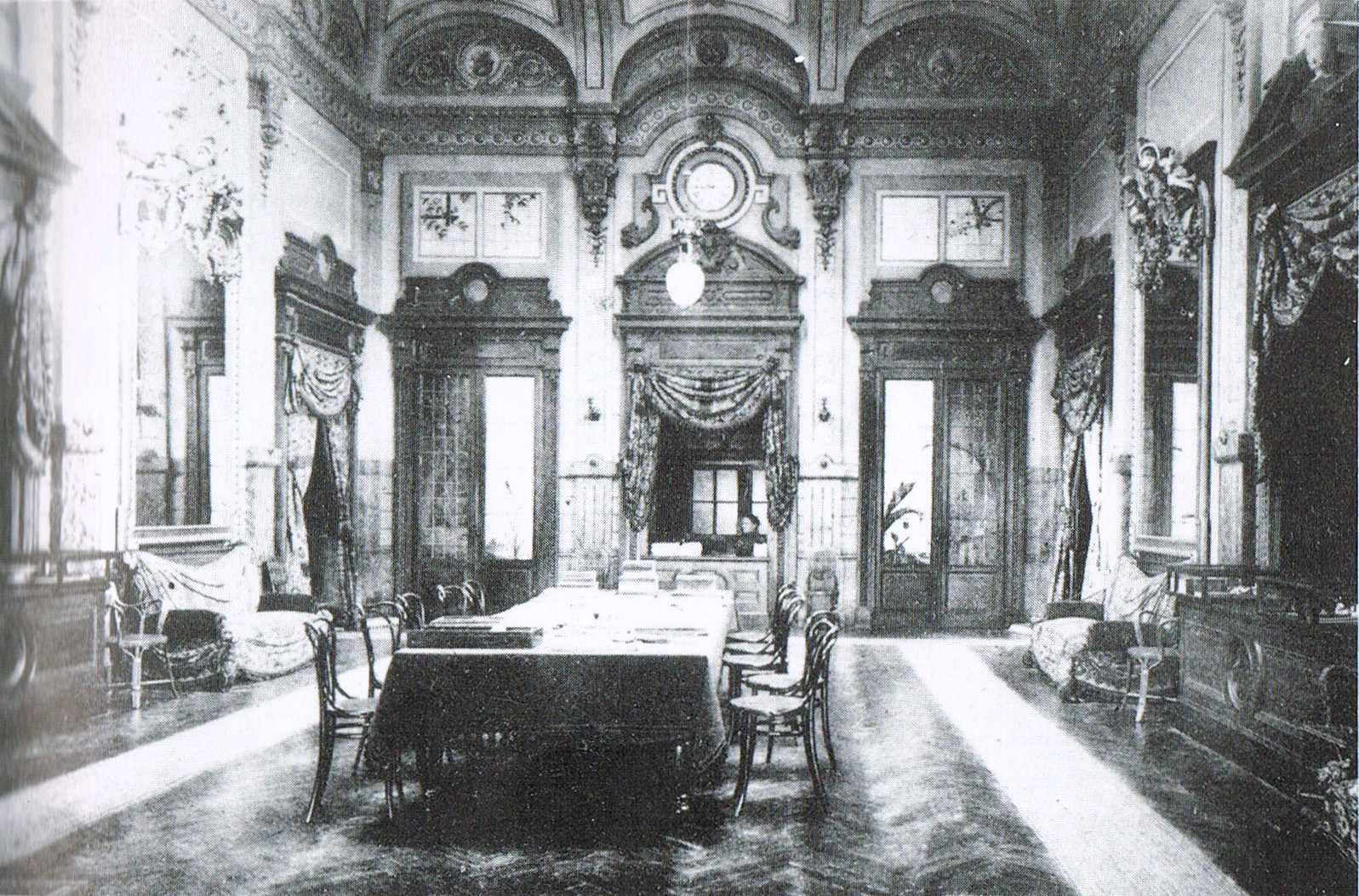
Grand vestibule de l'établissement thermal.

La première pierre du grand hôtel est posée le 1er novembre 1891 suivie d'une cérémonie en grande pompe avec le discours de quelques personnalités dont Achille Vialatte, comme pour le casino. L'établissement thermal est situé à droite de la salle des fêtes et du casino, et aligne sur un perron de trois marches un péristyle dont les arcades sont soutenues par des colonnes roses de marbre de Sampans. Ses quatre pavillons d'angle sont tous coiffés de dômes et reliés par des galeries de promenade que peuvent emprunter les baigneurs, et une tour centrale dissimule les réservoirs d'eau. Le hall principal est quant à lui orné de vitraux, de stucs et de peintures et il est remarquablement bien meublé et propose de nombreux services : une pâtisserie, des comptoirs de journaux et de souvenirs en tous genres, une buvette d'eau minérale, une laiterie où sont proposés lait de Mamirolle, kéfir et petit-lait.

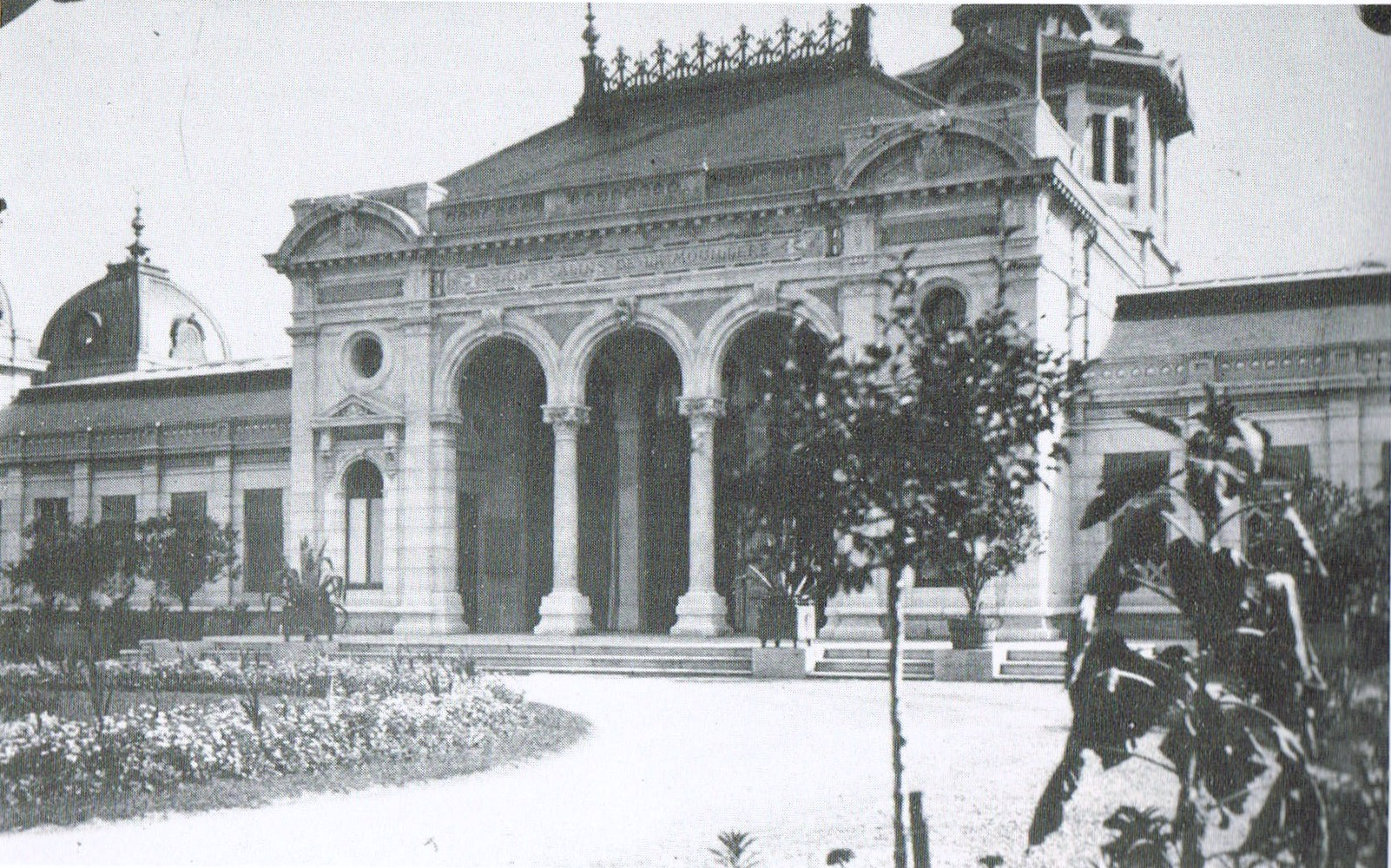
L'entrée de l'établissement thermal.

Les bains sont équipés de 64 cabines, allant de la troisième à la première classe ; ces dernières sont toutes revêtues de céramique de couleurs vives et disposent de leur propre salon. Deux grandes salles d'hydrothérapie sont installées dans l'établissement, comprenant bains de vapeur, bain russe, bain maure, une salle de pulvérisation, deux cabinets médicaux, une salle de gymnastique, une salle d'électrothérapie statique, galvanique et faradique, des cabinets de massage, une salle d'aérothérapie en plus des lingeries, buanderies, et les locaux techniques comme la salle de générateurs pour chauffer l'eau, celle des dynamos pour l'électricité ainsi que le château d'eau qui alimente toute la station en eau sous pression. L'établissement thermal devait soigner les patients lymphatiques, scrofuleux, les affections chirurgicales essentiellement osseuses et articulaires, bon nombre de maladies nerveuses et chroniques ainsi que les anémies,.
Les guides consacrés aux stations thermales de la région s'étendent longuement sur les innombrables vertus prêtées aux eaux de la Mouillère, dont le succès médical serait réellement non négligeable. Cependant les problèmes d'adduction d'eau, qui étaient présents dès le début de l'activité thermale, semblent commencer à sérieusement peser sur la Compagnie. Dans une pièce satirique donnée en 1895 on y voit Barbizier, figure mythique du quartier de Battant, qui montre bien la situation, en s'adressant aux bains : « Qu'est-ce que ce tuyau de poêle que vous avez sur la tête ? » — les bains répondent : « C'est tout ce qu'il reste de la conduite de Miserey » — Barbizier : « Alors, c'est un restant de bonne conduite ! », sans doute exaspéré du fait que les Bisontins préfèrent le casino aux bains.

### L'hôtel des Bains

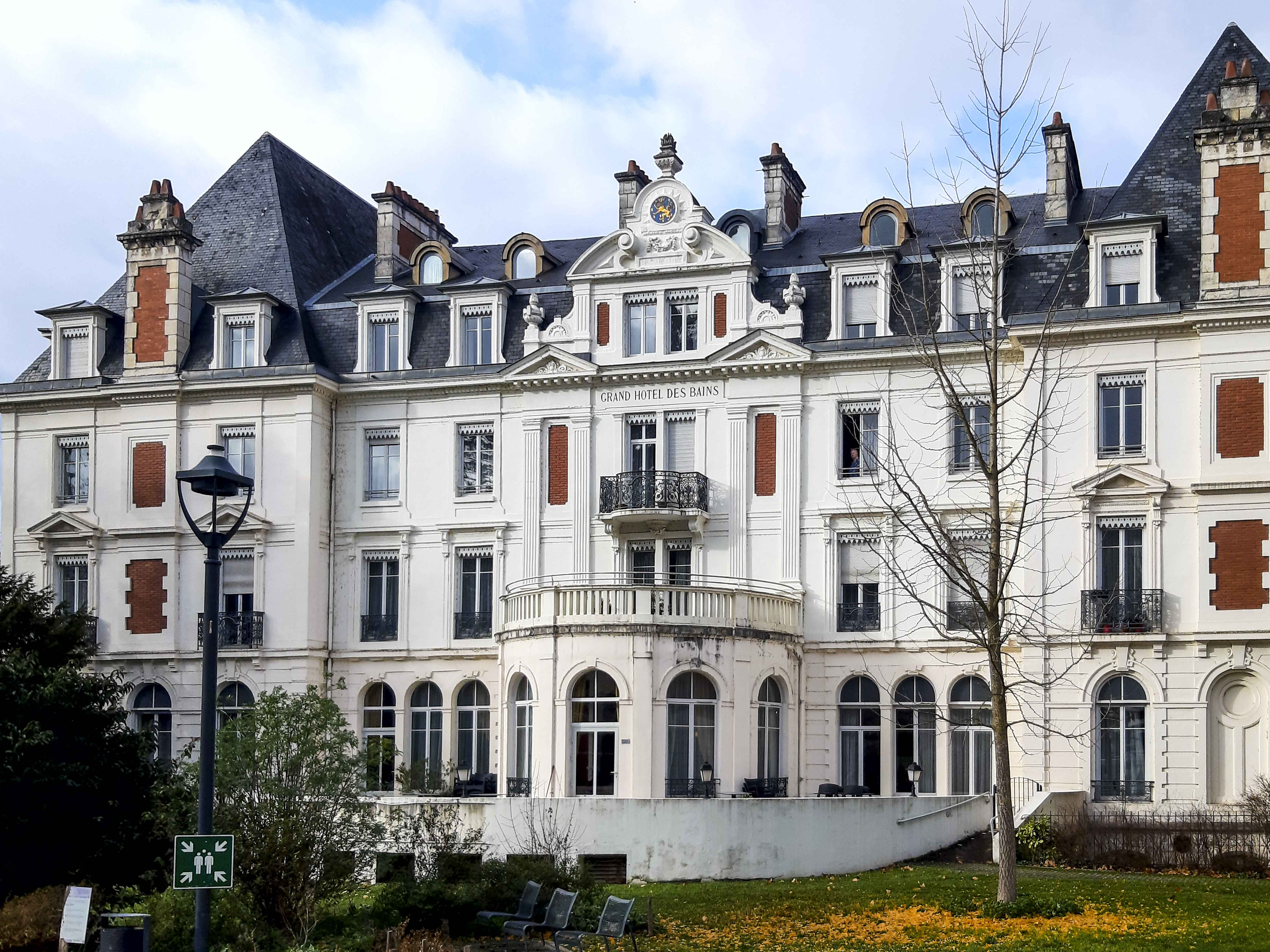
L'hôtel des bains de nos jours.

L'hôtel des bains est le dernier bâtiment de l'ensemble thermal à être inauguré, fin 1893. Cela s'explique par le rachat difficile du terrain sur lequel est situé l'édifice, car auparavant y était établi le chalet Vermot dont l'acquisition fut bien longue afin d'entamer les travaux. Cet hôtel est haut de trois étages, couvert de grands toits d'ardoises et percé de nombreuses baies comprenant un total de 80 chambres offrant confort et luxe maximum. Un ascenseur, un réseau d'éclairage électrique ainsi qu'une ligne de téléphone directe dès 1895 y sont la preuve d'un progrès et d'une modernité sans égal dans la capitale comtoise. Une vaste salle à manger accueille les clients, tellement grande qu'elle fait presque concurrence à celle du casino.
Les messieurs disposent d'un fumoir de style mauresque avec journaux et billards, et les dames un salon de lecture comprenant une véranda qui s'avance dans les jardins, avec piano, musique, revues amusantes, bibliothèque ainsi que des expositions permanentes d'œuvres d'artistes originaires de la ville ou de Paris. L'hôtel se révèle pourtant être de capacité insuffisante si l'on juge les propos de la presse : « On cherche locaux pour baigneurs », ce qui amène l'ouverture d'un bureau de renseignements gratuit en 1899 pour diriger les curistes vers des chambres, appartements ou villas à louer bien qu'il existe déjà depuis 1894 un syndicat « pour l'achat d'immeubles à convertir de suite en hôtels confortables ».

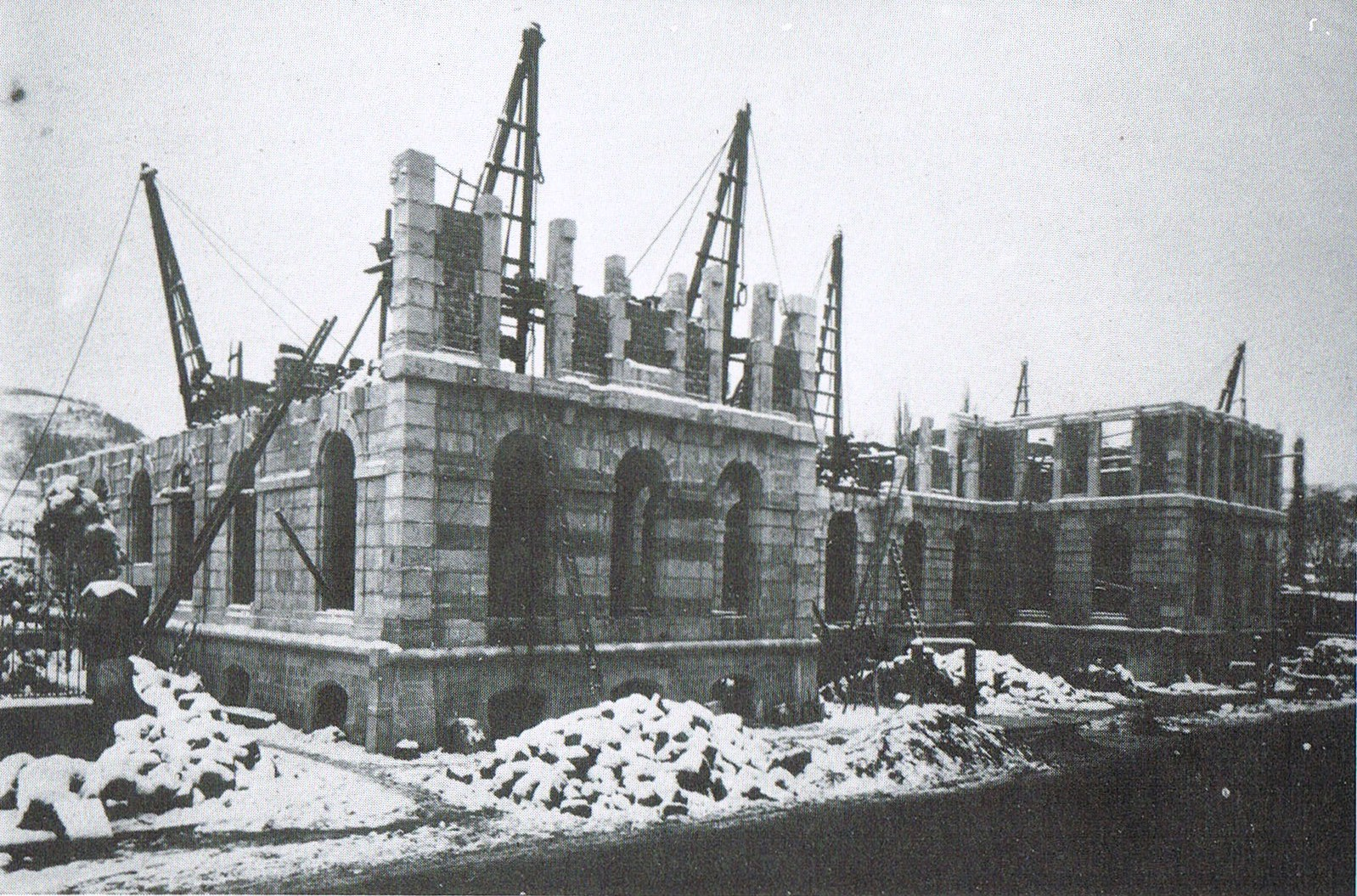
L'hôtel des bains, le 1er octobre 1892.
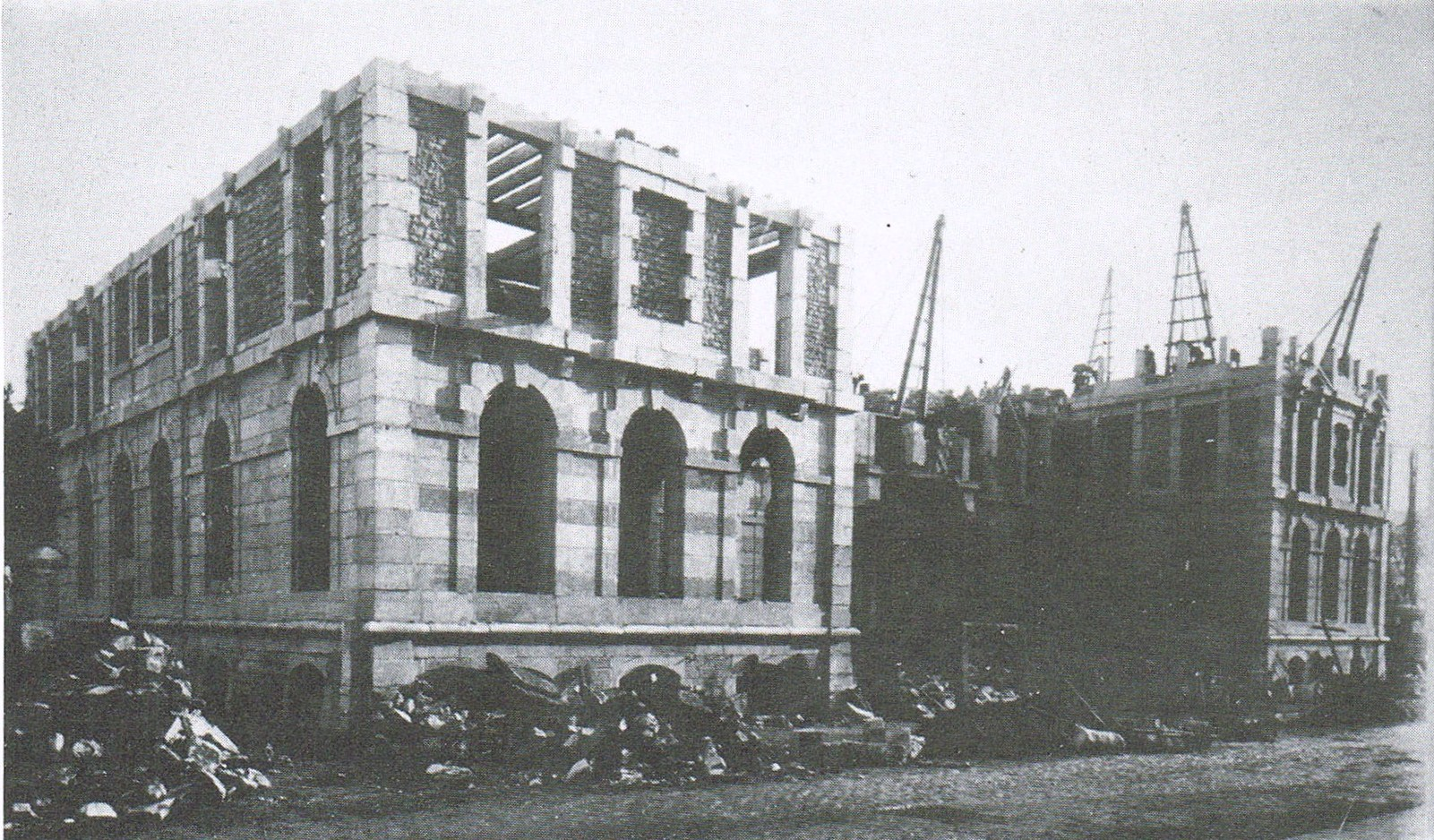
L'hôtel des bains, le 3 février 1893.
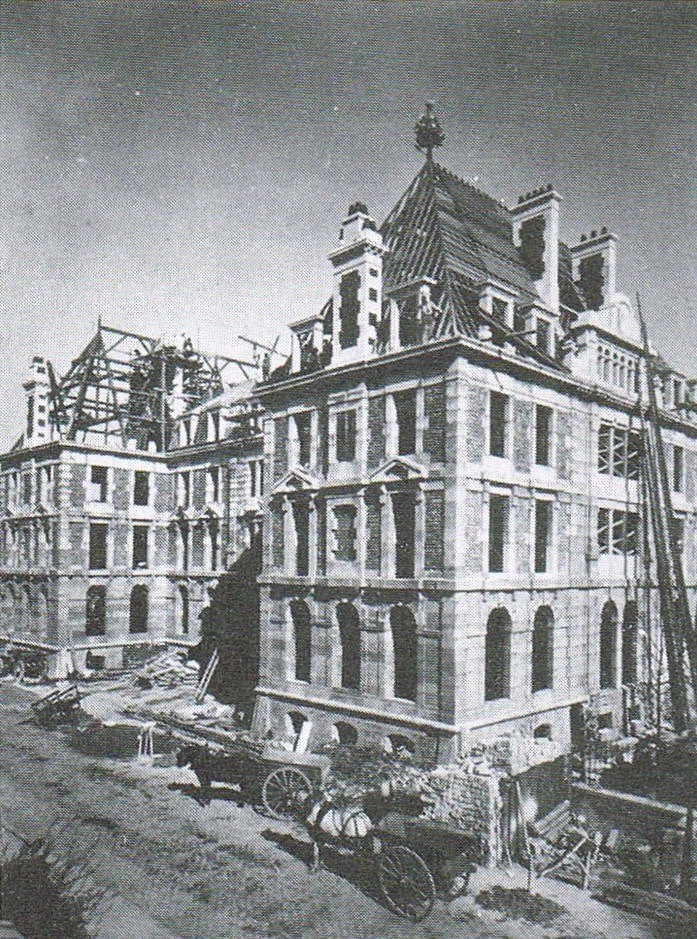
L'hôtel des bains, le 5 avril 1893.
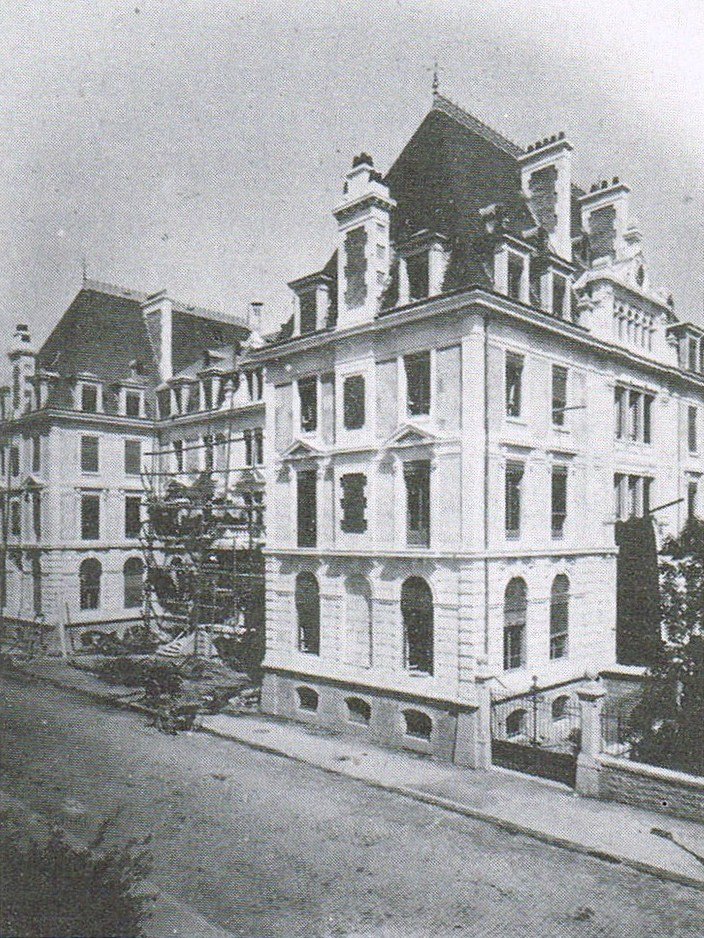
L'hôtel des bains, le 6 juin 1893.

## Le kursaal de Besançon

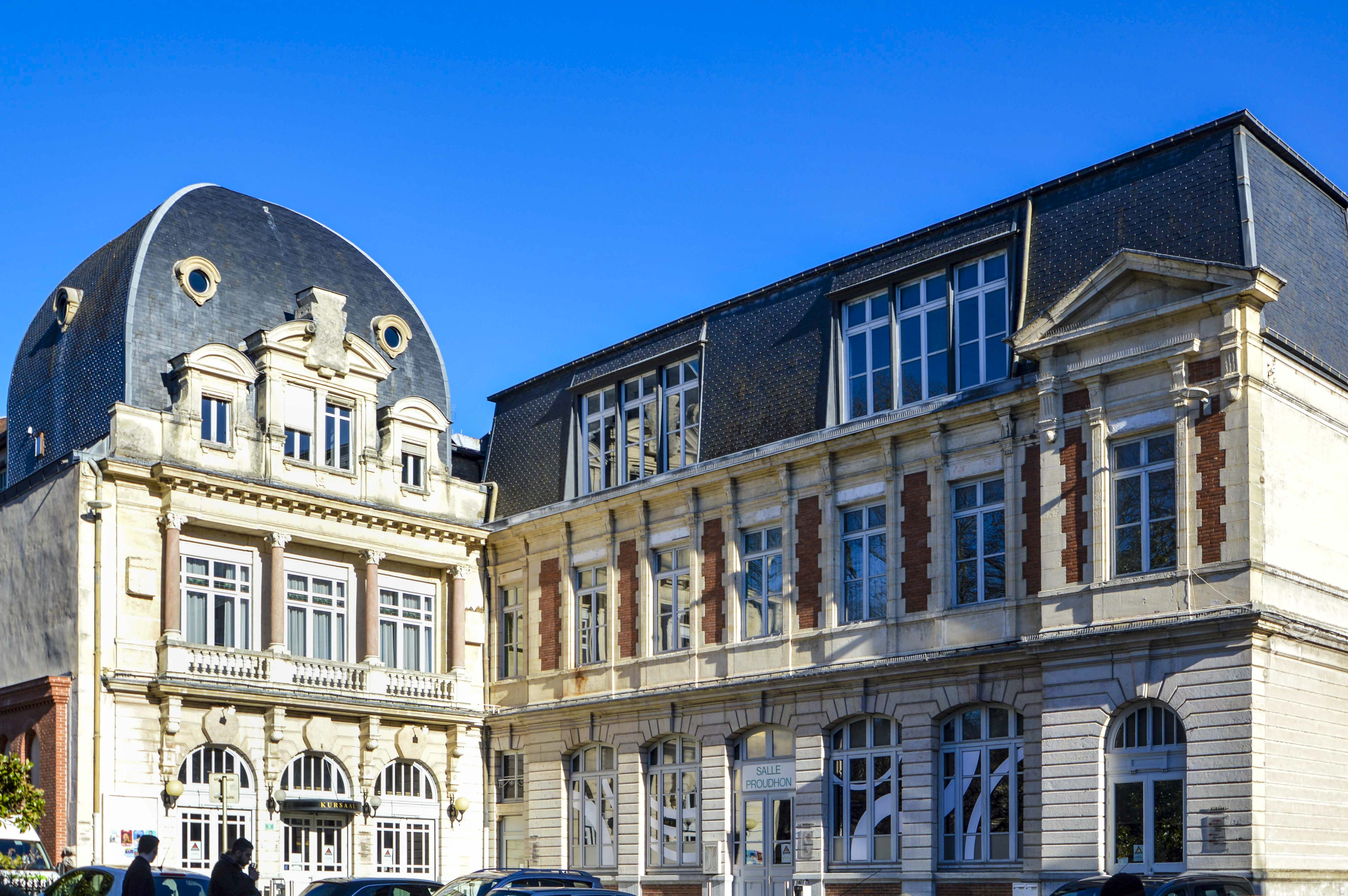
Le kursaal de Besançon.

En 1892, Madame veuve Pellegrin fait le vœu de construire une salle de spectacles pour les curistes ainsi que pour les militaires en garnison dans la ville. Le futur bâtiment envisagé sera équipé d'une salle pour accueillir un cirque (le futur Grand Kursaal) et d’une grande brasserie (le corps de bâtiment hébergeant aujourd’hui la salle Proudhon). L'édifice est officiellement ouvert fin 1893, mais les charges financières se révèlent trop lourdes pour Madame Pellegrin, qui n'arrive plus à rembourser les emprunts contractés pour la construction du bâtiment. Le kursaal et ses bâtiments annexes sont donc saisis, et le 14 mars 1895 après une délibération du Conseil Municipal de Besançon, la Ville décide d'acheter le bâtiment. Le Kursaal de Besançon devient alors la salle de fête principale de la ville pendant de nombreuses décennies, avant que l’établissement ne soit fermé en 1970 par la Municipalité pour des raisons de vétusté. À la demande du Maire Robert Schwint, la Ville procède en 1979 à une rénovation complète du bâtiment et à la création en sous-sol d’une salle de conférence, qui deviendra le futur Petit Kursaal.

## Le funiculaire de Bregille

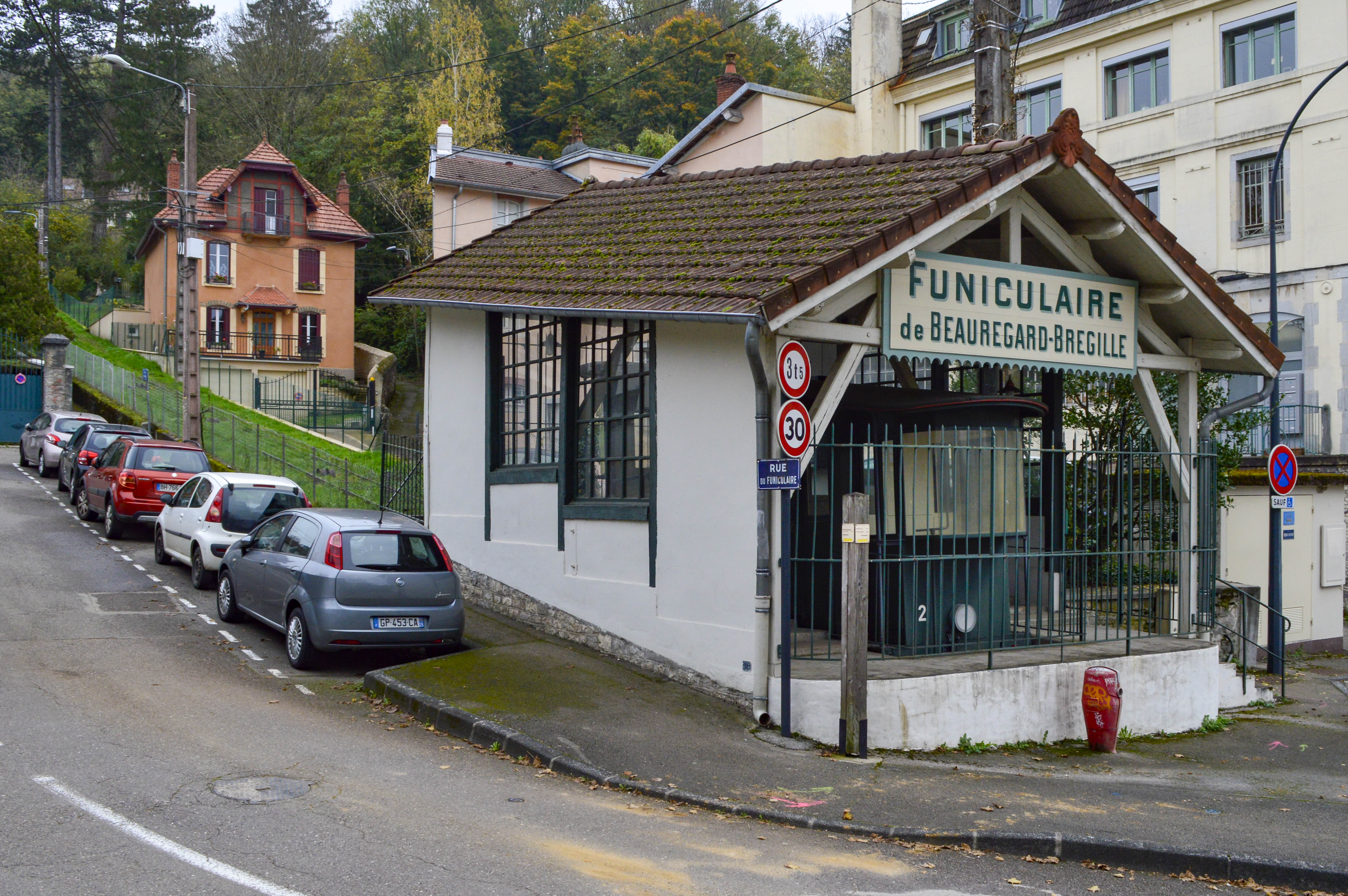
La gare basse du funiculaire de Bregille.

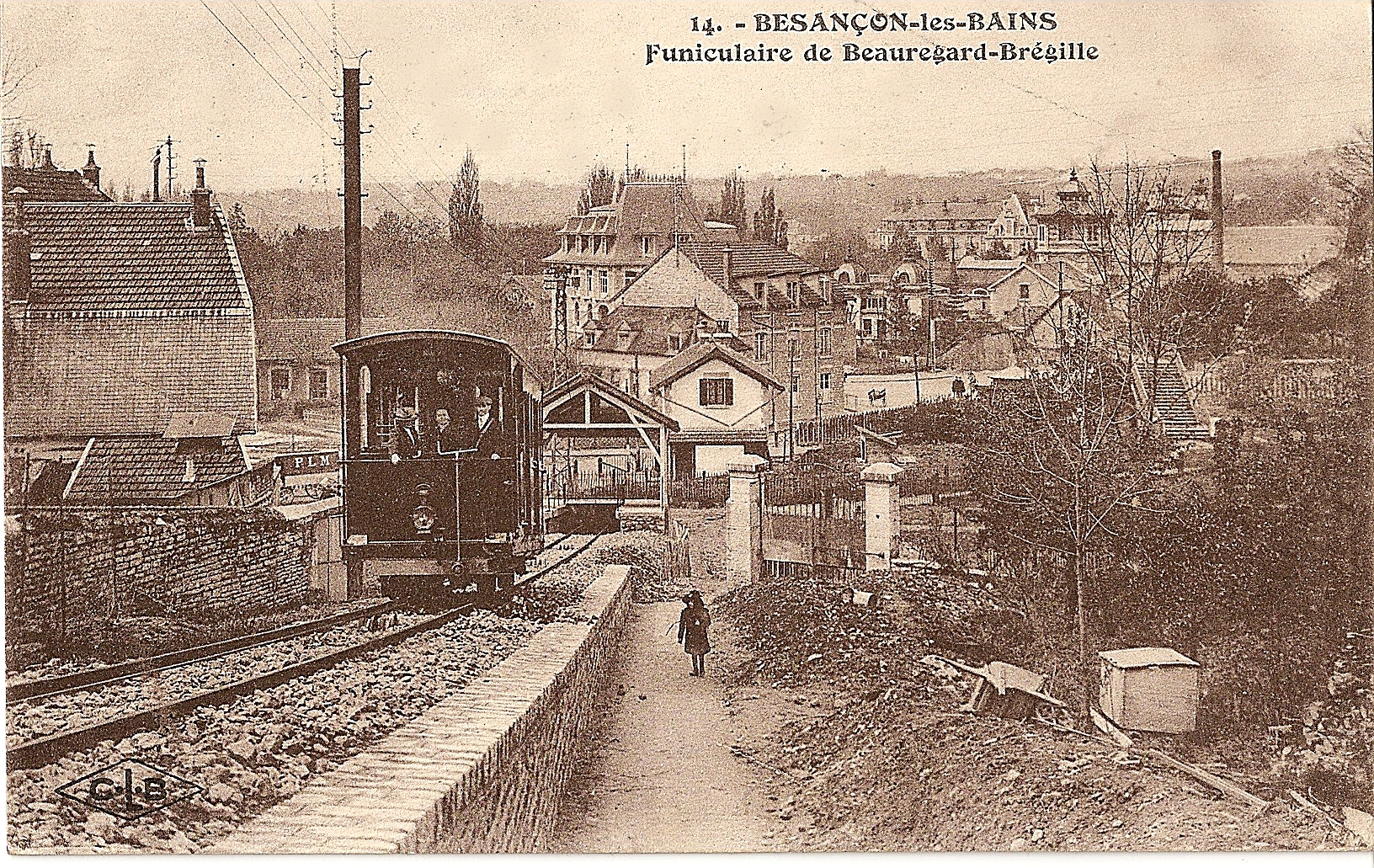
Le funiculaire en 1913.

Le succès rencontré par la station thermale à la fin du XIXe siècle et au début du XXe siècle amène rapidement les pouvoirs publics à reconsidérer les abords des Bains, et plus particulièrement le plateau de Bregille, afin de proposer des équipements complémentaires : hôtels, stations de cure d'air, villas et appartements... L'initiative privée est alors largement encouragée, et la Société de médecine de Besançon va formuler un vœu lors de sa séance du 20 mai 1898 :
« De voir une entente s'établir entre les pouvoirs publics, les associations d'intérêt local et le conseil d'administration des bains, à l'effet d'éveiller, conseiller et encourager de toutes leurs forces, l'initiative privée, et de faire aboutir la création, au voisinage immédiat des bains, et plus particulièrement sur le plateau de Bregille, des centres de villégiature pourvus de moyens de communications suffisants et pratiques avec la Mouillère et la ville et permettant aux baigneurs de joindre aux bénéfices de la cure saline ceux d'une véritable cure d'air et d'une cure de moyenne altitude. »
Le mot d'ordre était donc donné : il fallait réussir à développer le secteur de Bregille et le pourvoir en moyens de communications efficaces. Émile Picard, alors riche propriétaire à Bregille et industriel-horloger, va se lancer dans un projet de funiculaire, qui aboutira seulement en 1912. Un peu tard, puisque l'activité thermale est en déclin et que la Première Guerre mondiale approche, pourtant le funiculaire fonctionnera jusqu'en 1987.

## Fin de Besançon-les-Bains

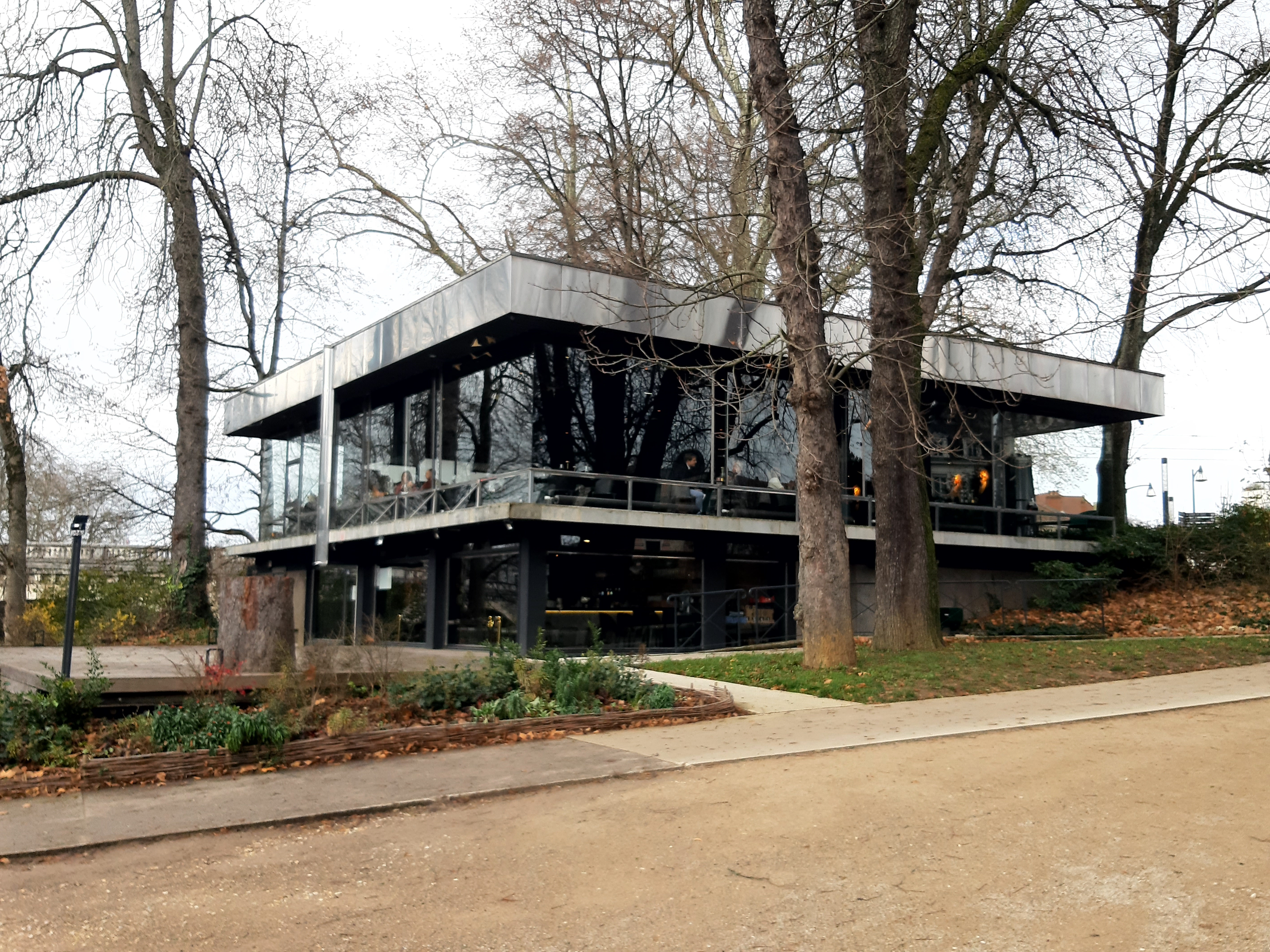
L'ancien office du tourisme de Besançon (jusqu'en 2020).

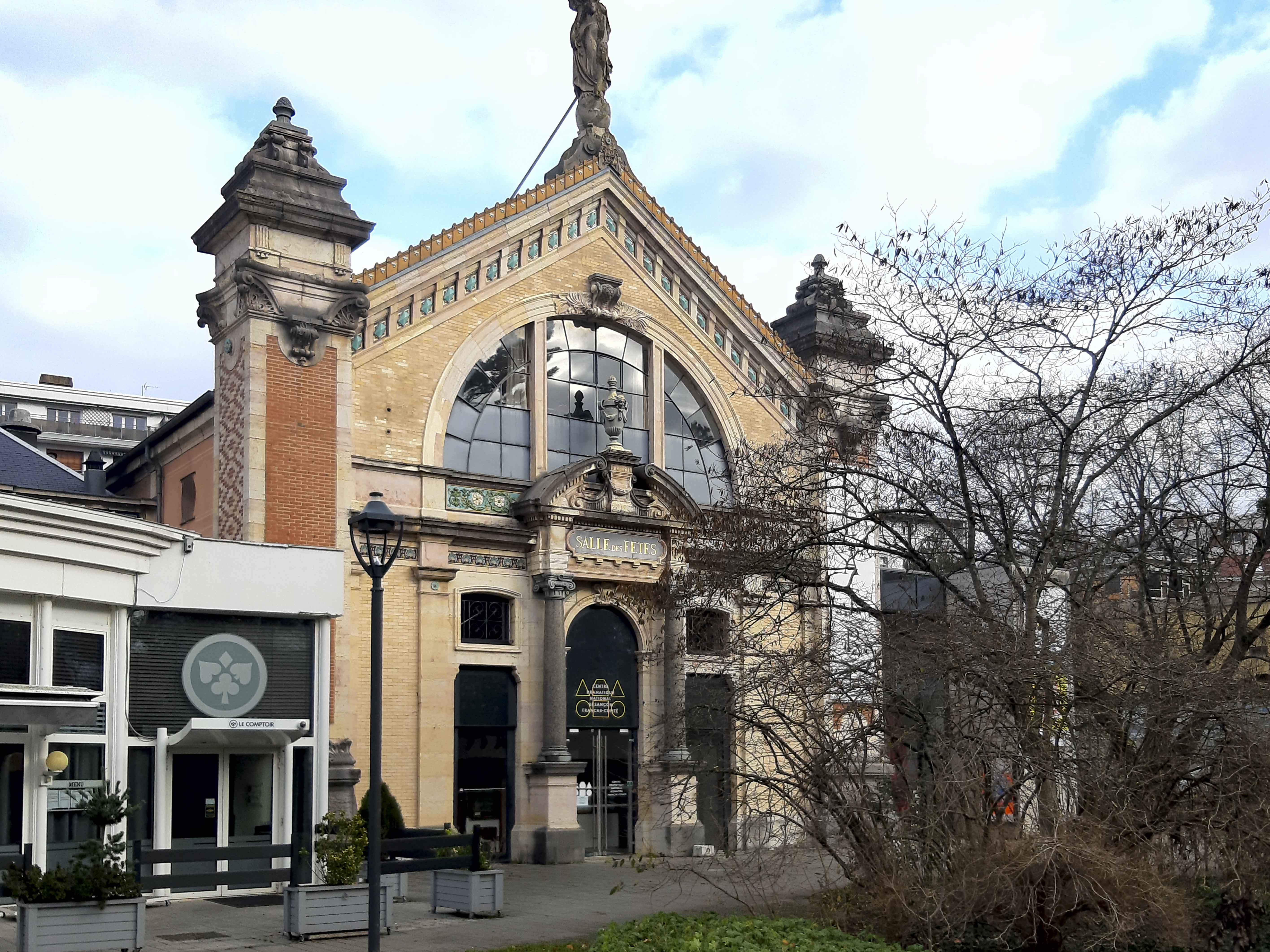
L'ancienne salle des fêtes du casino, aujourd'hui le Centre dramatique national Besançon Franche-Comté.

Jusqu'au début du XXe siècle, les établissements thermaux de Besançon sont en plein essor. Les berges de la rivière du Doubs sont le lieu de grandes manifestations : des bals, des opérettes, des séances de cinématographe, des réceptions plus officielles ou des feux d'artifice y sont fréquemment organisés. C'est durant la grande saison qui va du 1er mai jusqu'au 1er octobre que le casino ouvrait ses portes à partir de dix heures du matin, et chaque soir de 17 à 19 heures et de 20 h 30 à 22 heures s'y tenaient des concerts. Le dimanche s'y tenait le traditionnel bal d'enfants suivi d'un goûter, puis du grand bal et de sa fête de nuit réservée à une clientèle plus aisée. La musique est alors particulièrement appréciée, notamment depuis la composition en 1892 de la valse de Besançon-les-Bains par le Comtois Verschneider. L'établissement accueille le ténor bisontin Émile Scaremberg en 1897, et par la suite un orchestre permanent de 31 musiciens est composé. De très nombreuses fêtes et expositions ont lieu dans l'établissement et aux abords, la Mouillère est alors la vitrine de la ville et de la région.
Cependant, le thermalisme est en déclin à partir du XXe siècle, et la mort de plusieurs grandes figures de la ville va accélérer l'arrêt de l'activité thermale. En effet, Eugène Savoy, grand défenseur des Bains, décède en 1901, suivi les années suivantes de l'ancien maire Delavelle, de Léon Pateu ainsi que de Charles Sandoz, tous trois administrateurs des Bains. Le grand hôtel employait seulement 18 salariés entre 1912-1913 (dont huit d'origine étrangère). Les disparitions des grands dirigeants s'ajoutent à l'absence de recettes obligeant l'établissement des Bains à disparaître entraînant dans sa chute l'hôtel qui va devenir une maison de retraite. Les thermes sont alors laissés à l'abandon pendant de nombreuses années et sont ensuite démolis pour qu'un hôtel soit construit à leur place. L'activité thermale disparaît complètement après la Première Guerre mondiale. Seul le syndicat d'initiative et le casino sont épargnés, malgré les nombreuses modifications intérieures faites au cours des années sur le dernier. La salle des fêtes du casino sera quant à elle réaffectée pour accueillir le Centre dramatique national Besançon Franche-Comté, et le syndicat d'initiative déménagera dans des locaux neufs situés à deux pas des anciens Bains, sur le parc Micaud pour devenir l'office du tourisme de Besançon.